# Istocheta longicornis
Istocheta longicornis är en tvåvingeart som först beskrevs av Fallen 1810.  Istocheta longicornis ingår i släktet Istocheta och familjen parasitflugor. Arten är reproducerande i Sverige. Inga underarter finns listade i Catalogue of Life.